# Василь Глосинський
Василь Глосинський (Клосинський) (? — 1665) — український військовий діяч доби Гетьманщина, дипломат. Генеральний суддя (1661), генеральний писар (1661—1662, 1664).

## Життєпис
Походив із волинського православного шляхетського роду Клосинських гербу Любич, одна з гілок якого у першій половині XVII століття осіла у селі Багачці на Миргородщині. Родич (батько чи дядько), Іван (Ян) Клосинський, «державець полтавський і богацький» у 30-х—40-х роках XVII ст. займався тут промислом селітри, дістав королівський привілей на статус містечка для Багачки.
На початку Хмельниччини рід покозачився. Ще один родич, Мисько Клосинський, у 1649 році був козаком Миргородського полку.
Василь Глосинський, імовірно, мав добру освіту. За гетьманування Богдана Хмельницького та Івана Виговського був писарем у Генеральній військовій канцелярії. У 1659 році став особистим писарем і секретарем гетьмана Юрія Хмельницького. "Заслужений жовнір Війська Запорозького" (1661 р.).
У 1661 році призначений генеральним суддею (разом з Михайлом Радкевичем). У травні-червні їздив у складі козацького посольства до Варшави для ствердження результатів Корсунської ради про повернення Гетьманщини у підданство короля. Був нобілітований разом братом Андрієм. 20 липня король надав братам у володіння містечко Балаклію і село Яскиничі.
З вересня 1661 року — на посаді генерального писаря замість Семена Голуховського, що втік до Сомка. На початку 1662 року разом з Г. Гуляницьким, І. Креховецьким і Г. Каплонським їздив на сейм до Варшави, клопотати про повернення захоплених уніатами церков.
У червні-липні 1662 року брав участь в облозі Переяслава та невдалій для Хмельницького битві під Каневом. У цей час листувався з лівобережним ніжинським полковником Василем Золотаренком, інформував його про стан справ у гетьманському війську.
Після обрання гетьманом Правобережної України Павла Тетері позбувся посади на користь Герасима Каплонського. Брав участь у поході Яна ІІ Казимира на Лівобережну Україну в січні-лютому 1664 року. У цей час згадується як полковник, проте невідомо якого полку.
У грудні 1664 року вдруге обіймав уряд генерального писаря. У грудні 1665 року згаданий як небіжчик. Ймовірно, загинув в одному з боїв під час антипольського повстання на Правобережжі.